# Rómulo Calzada
Rómulo Calzada är en ort i Mexiko.   Den ligger i kommunen Tecpatán och delstaten Chiapas, i den sydöstra delen av landet, 600 km öster om huvudstaden Mexico City. Rómulo Calzada ligger 103 meter över havet och antalet invånare är 882.
Terrängen runt Rómulo Calzada är huvudsakligen kuperad, men den allra närmaste omgivningen är platt. Runt Rómulo Calzada är det ganska glesbefolkat, med 42 invånare per kvadratkilometer. Närmaste större samhälle är Raudales Malpaso, 17,9 km söder om Rómulo Calzada. I omgivningarna runt Rómulo Calzada växer huvudsakligen savannskog.